# 光魢

光魢（學名：Girella laevifrons）又稱光瓜子鱲、少鱗鿳、少鱗舵魚，為輻鰭魚綱日鱸目魢科魢屬的其中一種，傳統上屬於鱸形目舵魚科。

## 分布
本魚分布於東南太平洋的秘魯及智利海域。

## 特徵
本魚體呈橢圓形，體色為灰藍色，背部顏色較深，尾鰭截形，體長可達38.3公分。

## 習性
棲息在岩石底質海域，會成小群活動，屬草食性，以海草為食，生活習性不明。

## 擴展閱讀
維基物種上的相關：光魢